# Instituto de Estudos da Religião
O Instituto de Estudos da Religião (ISER) é uma organização não-governamental fundada em 26 de junho de 1970 em Campinas. Desde 1979 está sediada na cidade do Rio de Janeiro, e tem por objetivo a luta pela redução das desigualdades sociais, pelo respeito à diversidade cultural e religiosa e a sustentabilidade sócio-ambiental. Suas áreas temáticas de trabalho são: Religião e Sociedade, Meio Ambiente e Desenvolvimento, Violência e Direitos Humanos, e Organizações da Sociedade Civil.

## História
As origens do ISER estão relacionadas à trajetória do ISET (Instituto Superior de Estudos Teológicos), fundado em Campinas, São Paulo, em 1970. Com o apoio do Conselho Mundial de Igrejas, o ISET organizou-se na ocasião como uma rede composta por pesquisadores, cientistas e estudiosos, que compartilhavam o interesse em desenvolver investigações que associassem questões religiosas a temas da ordem da cultura. Durante dez anos, o ISET funcionou como um movimento social de bases informais e apesar de já contar com sistema de comunicação e um intenso comprometimento político por parte de seus atores, a rede não possuía ainda uma caracterização legal, uma sede, uma agenda institucional fixa ou um corpo de assessores.
Em 1973 as reflexões que estiveram na origem do ISET são ampliadas e a missão institucional inicial da rede é redefinida. No lugar de se promover a associação entre religião e cultura, o objetivo passa a ser o de “promover estudos no campo da moral, da educação, da cultura e da religião”. Paralelamente, nesse mesmo ano, o movimento se aproxima de pesquisadores da religião ligados a universidades brasileiras. É nesse contexto que a sigla ISET dá lugar ao nome ISER – Instituto de Estudos da Religião –, mais adequado às novas missões do movimento. A produção teórica dos membros da rede era editada no Cadernos do ISER, periódico criado por iniciativa dos próprios militantes, com o objetivo de incrementar e estimular o debate das abordagens teóricas da questão religiosa nas ciências sociais brasileiras. A despeito da dimensão de ousadia de uma publicação ligada a uma rede informal de pesquisadores e estudiosos, Cadernos do ISER atinge grande aceitação pública e acadêmica, atestando a necessidade da ampliação do tipo de debate a que a publicação veiculava.
Em 1977, com a criação da revista Religião e Sociedade, o ISER incrementa suas publicações. Sob o formato de revista científica, com acabamento gráfico de qualidade, capa dura e duzentas páginas por edição, a revista se torna referência teórica importante para pesquisadores e estudiosos das ciências sociais e da religião no Brasil. Pouco mais tarde, Religião e Sociedade figura entre os periódicos acadêmicos mais importantes do país, consolidando-se como referência nacional para a articulação entre os temas religiosos e a antropologia, as ciências políticas, a sociologia, a educação e a cultura.
Em 1979, o ISER se transfere de Campinas para o Rio de Janeiro. Já no ano seguinte, adquire a condição de organização social pública com composição jurídica definida. Nesse mesmo ano de 1980, o ISER passa a contar com uma sede, um arranjo físico e funcional, e a definir-se como um centro de produção de estudos, pesquisas e ações sociais orientadas pelos princípios religiosos que estão na origem da instituição. Nesse momento, a sociedade brasileira, submetida ao regime militar, vive intensamente as necessidades de fortalecimento da sociedade civil, democratização e ação social efetiva. Apoiando-se no elo entre religião e movimentos sociais, o ISER expande seu espectro de atuação para o espaço das ações e projetos de intervenção social. Os estudos teóricos e metodológicos desenvolvidos pela instituição passam a subsidiar os trabalhos de assessoria e especialização dos movimentos sociais.
Em 1984, os estatutos do ISER são redefinidos. Os objetivos passam a ser “promoção de estudos, conferências, seminários, publicações e assessoria no campo da cultura, especialmente em seus aspectos religiosos”.
Entre 1985 e 1990, a instituição vive uma grande expansão de suas atividades. Nesse período, o ISER atrai para sua órbita de projetos e ações uma nova geração de militantes, estudiosos e pesquisadores de diferentes frentes de atuação, usualmente ligadas ao trabalho contra a discriminação, o preconceito e a desigualdade econômica e social. Nesse período, o ISER assume a condição de Organização Não-Governamental de grande porte, cuja relevância política adquire reconhecimento internacional. Os planos de trabalho da instituição, que a essa altura conta com cerca de 120 funcionários, aliam múltiplas parcerias de agencias de cooperação, sindicatos, universidades, igrejas e entidades congêneres. Simultaneamente, as atividades editoriais desdobram-se em novas publicações: além dos Cadernos do ISER e da revista Religião e Sociedade, são lançados dois jornais , Beijo da Rua e Vermelho e Branco. Ainda nessa época, o ISER vive a implantação de um setor de comunicação, que se especializa na produção de filmes documentários, vídeos educacionais e programas de TV comunitários, a TV ZERO, a qual mais tarde se torna autônoma.
A década de 1990 é marcada por uma constante avaliação e revisão de propostas e projetos da instituição. À luz dessa política, é instaurado no ISER um debate interno, que se designou instituinte. É a partir do debate instituinte que o ISER empreenderá nesse período uma ampla releitura das suas práticas de trabalho. Dessa forma, inaugura-se uma profunda reflexão sobre a história da instituição, com destaque para as ações de combate à discriminação e ao preconceito e de fomento da justiça social.
O produto dessa revisão crítica é um novo modelo de gerência, apoiado na ideia de participação democrática dos integrantes da instituição, com vistas à harmonização de todos os aspectos do trabalho e da produção científica ligada ao ISER. Para atender a essa nova lógica, são criadas uma Assembleia Geral integrada por cento e vinte membros, uma diretoria executiva composta por sete coordenadores e uma secretaria executiva, cuja atuação se dava em conjunto com um conselho administrativo. Ainda no bojo desse processo, a instituição viveu a consolidação dos núcleos de comunicação, pesquisa e documentação, além da instauração de três áreas temáticas de trabalho: Religião e Cidadania, Marginalidade e Auto-estima, Tradições e Etnias.
A partir da década de 1990, as questões ambientais assumem a condição de prioridade na agenda institucional. Nesse sentido, durante a ECO 92, a instituição organiza a Grande Vigília pela Paz Mundial, que reuniu lideranças de diversos credos e ideologias, que defenderam a relevância de um amplo debate de teor ambiental. Ainda nesse período, o ISER participou ativamente da definição da AGENDA 21 como modelo de política pública internacional no que se refere à preservação ambiental. Em 1993, a instituição desempenha um papel fundamental no processo de criação do Movimento VIVA RIO, nascido e desenvolvido no próprio espaço institucional do ISER. Também nessa época, a instituição acompanha o desenvolvimento de uma série de outros movimentos sociais voltados para o combate ao racismo, para os direitos humanos, para a defesa das mulheres, dos meninos de rua e da ecologia. Esses movimentos seguiram posteriormente seus próprios caminhos, consolidando-se como novas ONGs.
A participação do ISER no processo de desenvolvimento de outras organizações confirma o cumprimento da uma das missões primordiais da instituição, a de fortalecer a sociedade civil, por meio da organização de demandas e interesses que garantam a diversidade, a tolerância e a mitigação das aflições causadas pelas desigualdades sociais e pela pobreza.
Hoje, as atividades desenvolvidas pelo ISER são orientadas pelos eixos temáticos Religião e Espaço Público, Sociedade e Relações Sustentáveis e Violência, Segurança Publica e Gestão de Conflitos. A esses temas, somam-se outros, de natureza transversal, interdisciplinar, como gênero, juventude e mediação. É sobretudo a partir desses eixos e cruzamentos temáticos que a instituição organiza suas linhas de atuação, definidas como atividades que, de maneira geral, visam à produção de conhecimento, ao desenvolvimento de projetos estratégicos e à avaliação e monitoramento de políticas públicas.